# Wysoczyzna Średzka
Wysoczyzna Średzka – mikroregion fizycznogeograficzny (318.531), jeden z trzech mikroregionów tworzących Równinę Wrocławską według podziału Jerzego Kondrackiego. W podziale fizycznogeograficznym dolnego Śląska opracowanym przez Wojciecha Walczaka Wysoczyzna Średzka jest mezoregionem równorzędnym Równinie Wrocławskiej.
Obszar mikroregionu ma charakter lekko pofalowanej równiny morenowo-sandrowej z ostańcami kemów i moren recesyjnych. Cechą charakterystyczną jest mała ilość lasów, większość obszaru zajęta jest pod pola uprawne. Gleby tu występujące należą w przeważającej części do gatunków brunatnoziemnych i piaszczysto-gliniastych. 

## Literatura
- Walczak W.,1970, Dolny Śląsk Cz. 2 Obszar Przedsudecki, Państwowe Wydawnictwo Naukowe, Warszawa.
- Jerzy Kondracki: Geografia regionalna Polski. Warszawa: PWN, 2002. ISBN 83-01-13897-1. Brak numerów stron w książce